# Kirk Franklin
Kirk Dwayne Franklin (Fort Worth, Texas, 26 de janeiro de 1970) é um cantor estadunidense.

## Biografia

### Início
Nativo de Fort Worth, Texas, Kirk Franklin, abandonado por sua mãe, foi criado pela tia; Gertrude, que, coletava e vendia latas de alumínio para que Kirk começasse suas primeiras aulas de piano aos quatro anos de idade e aos onze anos já liderava o coral adulto da Mt. Rose Baptist Church. Recebeu sua primeira oferta de contrato aos 7 anos mas sua tia não aceitou o convite..
Apesar de sua forte ligação com a religião, Franklin se tornou rebelde em sua adolescência, e na tentativa de mantê-lo longe de problemas, sua tia conseguiu uma audição em uma conservatório profissional para jovens, onde foi aceito, e enquanto sua vida parecia voltar aos trilhos, o anúncio da gravidez da namorada e sua eventual expulsão da escola por problemas de comportamento provaram o contrário.
Após o assassinato de um amigo, Franklin retornou a igreja, onde começou a dirigir o coral novamente. Também fundou um grupo gospel, The Humble Hearts, que gravou uma das composições de Franklin que chamou a atenção da lenda gospel, Milton Bigham. Impressionado, Bigham o encumbiu de liderar o coral DFW Mass Choir na  gravação da canção "Every Day With Jesus", composta por Franklin. Bigham convidou Franklin (aos vinte anos de idade) a liderar o coral na convenção Gospel Music Workshop of America.
Atualmente, dono da "Fo Yo Soul Productions", mas formalmente falando: Fo Yo Soul Entertainment; na qual Fo Yo Soul foi fundada pelo cantor e produtor Kirk Franklin. Fo Yo Soul deixou de usar seu "logótipo animado" na TV em 2009. Tendo em vista que Kirk Franklin e sua produtora ainda pertencem à Verity Gospel Music Group, que faz parte da RCA/Jive Label Group, uma das centenas de milhares de produtoras que pertencem à Sony Music Entertainment.

## Carreira Musical

### Kirk Franklin & The Family (começo dos anos 1990 - 2000)
No começo dos anos 1990 ele organizou "The Family", um coral de dezessete vozes, formado com amigos e vizinhos. Em 1992, Vicki Mack-Lataillade, o co-fundador da gravadora, GospoCentric ouviu uma de suas demo tapes e ficou tão impressionado que imediatamente contratou Kirk & The Family.
Em 1993, o grupo, agora conhecido como Kirk Franklin & The Family, lançou seu álbum de estreia, Kirk Franklin and The Family. Passou quase dois anos nas paradas gospel e R&B, e conseguiu o disco de platina (veja RIAA). Permaneceu em número 1 da parada Billboard Top Gospel Albums por 42 semanas. Foi também o primeiro grupo musical gospel a vender mais de um milhão de cópias.
Dois anos mais tarde, após lançar em 1995 um álbum com canções de Natal, Kirk Franklin & the Family Christmas, o grupo lançou Whatcha Lookin' 4 em 1996. O álbum foi certificado como platina dupla e Franklin ganhou seu primeiro Grammy Award na categoria Melhor Álbum Contemporâneo de Soul Gospel.
1997 trouxe outro álbum, uma colaboração com o grupo God's Property, com o nome God's Property from Kirk Franklin's Nu Nation. O primeiro single, "Stomp", apresentando Cheryl "Salt" James (do grupo feminino de hip-hop Salt-N-Pepa), foi um tremendo sucesso, cujo vídeo foi altamente veiculado na MTV e outros canais de música, alcançando número 1 na parada R&B de singles por 2 semanas, e chegando até mesmo, a ficar entre os 40 primeiros da parada geral. God's Property from Kirk Franklin's Nu Nation foi certificado platina tripla. O disco fez com que Franklin levasse mais um Grammy na categoria Best Contemporary Soul Gospel Album assim como outras três nomeações.
Em 2 de Novembro de 1998, God's Property processou Franklin, alegando que o músico teria feito que a co-fundadora do God's Property, Linda Searight, assinasse um contrato "oneroso e unilateral" com a gravadora GospoCentric.
The Nu Nation Project foi lançado em 1998. O primeiro single, uma versão de uma canção de Bill Withers, "Lean On Me", teve participações, para alguns controversas, de artistas do mundo secular, incluindo R. Kelly, Mary J. Blige e Bono do U2. Juntos com Crystal Lewis, e The Family, "Lean On Me" e o segundo single "Revolution" (com participação de Rodney Jerkins) foram notáveis sucessos, além de "Lovely Day", outra versão de Bill Withers.  The Nu Nation Project ficou no topo da parada Contemporary Christian Albums por 23 semanas e na parada Billboard Gospel Albums por 49 semanas, e trouxe o terceiro Grammy a Franklin.
Em 2000, o grupo The Family, em um processo milionário, processou Kirk e a gravadora GospoCentric, querendo royalties por seu trabalho em The Nu Nation Project. Com isto, veio o fim das gravações de "Kirk Franklin & The Family", e Kirk se tornou um artista solo.

### Artista Solo (2000 - presente)
Em 2001, Franklin se aventurou em um novo território, produzindo a trilha sonora do filme Kingdom Come. A trilha sonora tinha participações de artistas gospel como Mary Mary e 1NC, assim como artistas seculares: Az Yet, Jill Scott, Shawn Stockman dos Boyz II Men e outros. Uma canção notável do álbum foi "Thank You" (Kirk Franklin Feat. Mary Mary).
O álbum de 2002, The Rebirth of Kirk Franklin ficou no topo da parada Gospel Albums por 29 semanas, e número 1 na parada Hot R&B/Hip-Hop Albums, sendo certificado Platina. O álbum tinha participações de Bishop T.D. Jakes, Shirley Caesar, tobyMac, Crystal Lewis, Jaci Velasquez, Papa San, Alvin Slaughter e Yolanda Adams. Foi o primeiro álbum de Kirk a não ganhar o Grammy.
Em 4 de Outubro de 2005 Hero foi lançado nos EUA. Foi certificado Ouro em 2 de Dezembro de 2005 e Platina em 14 de Dezembro de 2006 pela RIAA. Foi número 1 tanto na parada Billboard Top Christian como na Top Gospel Albums. O primeiro, "Looking For You", foi um sucesso, e também faz parte da trilha sonora de NORBIT, filme de 2007 estrelado por Eddie Murphy. Foi seguido por "Imagine Me", que também alcançou o primeiro lugar na parada R&B. Em Dezembro de 2006, Kirk Franklin ganhou dois Grammy Awards, por Hero. Além disso, Hero também recebeu, em 2007, o prêmio Stellar Awards como CD do Ano.
O décimo álbum de Kirk Franklin, The Fight of My Life, foi lançado nos EUA em 18 de Dezembro de 2007. O álbum estreou na Billboard 200 no número 33 com 74.000 cópias vendidas na primeira semana.. Atingiu número 1 das paradas Billboard Top Christian e Top Gospel Albums e número 7 na parada Top R&B/Hip-Hop Albums. O primeiro single, "Declaration (This is It)", foi lançado em 23 de Outubro de 2007 e ficou no número 35 na parada Billboard Hot R&B/Hip-Hop Songs. o disco teve participações de alguns convidados, entre eles: Rance Allen, Isaac Carree, tobyMac, Da' T.R.U.T.H., Doug Williams e Melvin Williams. A canção "Jesus" foi lançada como o segundo single do disco em 2008.

## Vida Pessoal
Em 20 de Janeiro de 1996, Franklin casou com sua amiga de longa data Tammy Collins. Quando se casaram, cada um tinha um filho de relacionamentos anteriores: o filho de Kirk, Kerrion, nascido em  1988, e a filha de Tammy, Carrington, nascida em 1989. Juntos, tiveram dois filhos: Kennedy, nascida em 1997 e Caziah, nascido em 2000.

### Luta Contra a Pornografia
Em 2006, Franklin apareceu junto sua esposa no The Oprah Winfrey Show. Durante o programa, que tinha por título Famous Gospel Singer Admits His Addiction to Porn (Famoso Cantor Gospel Admite Seu Vício em Pornografia), ele admitiu sua luta contra o vício da pornografia durante muitos anos. Franklin informou sua esposa sobre seu vício, após, primeiramente, ter proposto a ela a compartilhar a pornografia, o que ela rejeitou. Kirk disse na entrevista que encontrou ajuda em seus amigos cristãos, através de aconselhamento e finalmente se considerou livre de seu vício. No tempo desta entrevista, ele estava livre da pornografia há sete anos.

## Discografia
- Kirk Franklin and The Family - Live (1993)
- Kirk Franklin & the Family Christmas (1995)
- Whatcha Lookin' 4 (1996)
- God's Property (1997)
- The Nu Nation Project (1998)
- Kirk Franklin Presents 1NC (2000)
- The Rebirth of Kirk Franklin (2002)
- Season of Remixes - Limited Edition (2003)
- Hero (2005)
- Songs for the Storm Vol. I (2006)
- The Fight of My Life (2007)
- Hello Fear (2011)
- LONG LIVE LOVE (2019)

## Filmografia
- Kirk Franklin and The Family - Live (1993)
- Whatcha Lookin'4 (1996)
- The Nu Nation Tour (1999)
- Kingdom Come pot.: Um Ritual do Barulho (2001)
- The Rebirth of Kirk Franklin (2002)
- Joyful Noise (2012)

## Billboard

### Álbuns
| Ano  | Álbum                                         | Parada                     | Pico |
| ---- | --------------------------------------------- | -------------------------- | ---- |
| 1993 | Kirk Franklin and The Family                  | Top Gospel Albums          | 1    |
| 1994 | Kirk Franklin and The Family                  | Top Contemporary Christian | 1    |
| 1994 | Kirk Franklin and The Family                  | Top Heatseekers            | 2    |
| 1994 | Kirk Franklin and The Family                  | Top R&B/Hip-Hop Albums     | 6    |
| 1994 | Kirk Franklin and The Family                  | The Billboard 200          | 58   |
| 1995 | Kirk Franklin & the Family Christmas          | Top Gospel Albums          | 1    |
| 1995 | Kirk Franklin & the Family Christmas          | Top Contemporary Christian | 2    |
| 1995 | Kirk Franklin & the Family Christmas          | Billboard 200              | 60   |
| 1996 | Whatcha Lookin' 4                             | Top Gospel Albums          | 1    |
| 1996 | Whatcha Lookin' 4                             | Top Contemporary Christian | 1    |
| 1996 | Whatcha Lookin' 4                             | Top R&B/Hip-Hop Albums     | 3    |
| 1996 | Whatcha Lookin' 4                             | Billboard 200              | 23   |
| 1997 | God's Property from Kirk Franklin's Nu Nation | Top Gospel Albums          | 1    |
| 1997 | God's Property from Kirk Franklin's Nu Nation | Top R&B/Hip-Hop Albums     | 1    |
| 1997 | God's Property from Kirk Franklin's Nu Nation | Billboard 200              | 3    |
| 1998 | The Nu Nation Project                         | Top Gospel Albums          | 1    |
| 1998 | The Nu Nation Project                         | Top Contemporary Christian | 1    |
| 1998 | The Nu Nation Project                         | Top R&B/Hip-Hop Albums     | 4    |
| 1998 | The Nu Nation Project                         | Billboard 200              | 7    |
| 2002 | The Rebirth of Kirk Franklin                  | Top Gospel Albums          | 1    |
| 2002 | The Rebirth of Kirk Franklin                  | Top Contemporary Christian | 1    |
| 2002 | The Rebirth of Kirk Franklin                  | Billboard 200              | 4    |
| 2002 | The Rebirth of Kirk Franklin                  | Top R&B/Hip-Hop Albums     | 4    |
| 2005 | Hero                                          | Top Gospel Albums          | 1    |
| 2005 | Hero                                          | Top Contemporary Christian | 1    |
| 2005 | Hero                                          | Top R&B/Hip-Hop Albums     | 4    |
| 2005 | Hero                                          | Billboard 200              | 13   |
| 2006 | Songs for the Storm Vol. I                    | Top Gospel Albums          | 1    |
| 2007 | The Fight of My Life                          | Top Gospel Albums          | 1    |
| 2007 | The Fight of My Life                          | Top Christian Albums       | 1    |
| 2007 | The Fight of My Life                          | Top R&B/Hip-Hop Albums     | 7    |
| 2007 | The Fight of My Life                          | Billboard 200              | 33   |

### Singles
| Ano  | Single                     | Parada                           | Pico |
| ---- | -------------------------- | -------------------------------- | ---- |
| 1998 | "Lean on Me"               | Billboard Hot 100                | 79   |
| 1999 | "Lean on Me"               | Hot R&B/Hip-Hop Singles & Tracks | 26   |
| 1999 | "Revolution"               | Hot R&B/Hip-Hop Singles & Tracks | 59   |
| 2005 | "Looking for You"          | Billboard Hot 100                | 61   |
| 2005 | "Looking for You"          | Hot R&B/Hip-Hop Songs            | 5    |
| 2006 | "Imagine Me"               | Hot R&B/Hip-Hop Songs            | 52   |
| 2007 | "Declaration (This is It)" | Hot R&B/Hip-Hop Songs            | 35   |
| 2008 | "Declaration (This is It)" | Hot Adult R&B Airplay            | 13   |